# Fryderyk Gerbowski
Fryderyk Gerbowski (Varsó, 2003. január 17. –) lengyel korosztályos válogatott labdarúgó, a Wisła Płock középpályása.

## Pályafutása

### Klubcsapatokban
Gerbowski a lengyel fővárosban, Varsóban született. Az ifjúsági pályafutását a Białe Orły csapatában kezdte, majd az Escola Varsovia akadémiájánál folytatta.
2020-ban mutatkozott be a Wisła Płock első osztályban szereplő felnőtt keretében. Először a 2021. szeptember 26-ai, Śląsk Wrocław ellen 3–1-re elvesztett mérkőzés 90. percében, Łukasz Sekulski cseréjeként lépett pályára. A 2022–23-as szezonban a Stal Mielec csapatát erősítette kölcsönben.

### A válogatottban
Gerbowski az U15-östől az U21-esig több korosztályos válogatottban is képviselte Lengyelországot.
2022-ben debütált az U21-es válogatottban. Először a 2022. szeptember 27-ei, Lettország ellen 1–1-es döntetlennel zárult mérkőzésen lépett pályára.

## Statisztikák
2023. május 27. szerint
| Klub                     | Szezon   | Osztály     | Bajnokság | Bajnokság | Kupa és Ligakupa | Kupa és Ligakupa | Nemzetközi | Nemzetközi | Összesen | Összesen |
| Klub                     | Szezon   | Osztály     | Meccs     | Gól       | Meccs            | Gól              | Meccs      | Gól        | Meccs    | Gól      |
| ------------------------ | -------- | ----------- | --------- | --------- | ---------------- | ---------------- | ---------- | ---------- | -------- | -------- |
| Wisła Płock              | 2021–22  | Ekstraklasa | 18        | 0         | 0                | 0                | —          | —          | 18       | 0        |
| Stal Mielec (kölcsönben) | 2022–23  | Ekstraklasa | 22        | 2         | 2                | 0                | —          | —          | 24       | 2        |
| Összesen                 | Összesen | Összesen    | 40        | 2         | 2                | 0                | 0          | 0          | 42       | 2        |